# Catherine Lalumière
Catherine Lalumière (Rennes, 3 de agosto de 1935) es una política francesa del Partido Radical de Izquierda.

## Biografía
Antes de su carrera política, ejerció la docencia en derecho público en la Universidad de Rennes y la Universidad de París I. Inició una primera incursión en política en 1981, como ministra de Consumo en el gabinete de Pierre Mauroy, y celebró varias oficinas en todo el decenio de 1980.
Se desempeñó como Secretaria General del Consejo de Europa de 1989 a 1994, y se convirtió en un miembro del Parlamento Europeo en 1994, reelegido en 1999 hasta el año 2004.
Ha sido Vicepresidenta de la Internacional del Movimiento Europeo, donde presidió el Grupo de Trabajo sobre la Ampliación.
Lalumière la actualidad es el presidente de la Maison de l'Europe de París.